# Trichothelium
Trichothelium — рід лишайникових грибів родини Porinaceae. Назва вперше опублікована 1885 року.